# スサンネ・マドセン
スサンネ・アストルプ・マドセン（Susanne Astrup Madsen、1991年7月13日 - ）は、デンマークのハンドボール選手で、オーデンセ・ハンドボルドに所属。